# Hemidromodes robusta
Hemidromodes robusta là một loài bướm đêm trong họ Geometridae.